# Олав Дальгард
Улав Далгар (норв. Olav Dalgard, при хрещенні Улаф Ганссен (норв. Olaf Hanssen; 19 червня 1898 — 25 грудня 1980) — норвезький письменник, історик літератури і мистецтва, кінорежисер і педагог.

## Біографія
Улаф Ганссен народився у Фоллдалі, у Гедмарку, Норвегія.
Здобув ступінь магістра літератури та історії мистецтва в Університеті Осло 1929 року. Він був прихильником використання нюнорська і був головою Асоціації студентів нюнорська. Олав був учасником руху Мот Даг.
Дальгард працював літературним критиком у газетах Dagbladet і Arbeiderbladet. Дальгард став драматичним радником і інструктором Det Norske Teateret 1931 року й пропрацював у театрі 48 років.
Він вивчав кіно в Радянському Союзі і в 1930-х роках зняв кілька фільмів із соціалістичним посланням. Дальгард також брав активну участь у культурних операціях Норвезької Лейбористської партії. Під час окупації Норвегії нацистською Німеччиною Дальгард був заарештований 1942 року, утримувався як політичний в'язень німецькою владою і був відправлений у концтабір Заксенхаузен.
Дальгард брав участь у створенні Норвезького інституту кіно і був членом державної ради з кінематографії. Серед його найвідоміших робіт — «Грір і Норден» (1939). Дальгард написав сценарій і зняв фільм, що інсценував страйк сірникових робітників у Крістіанії 1889 (fyrstikkarbeiderstreiken). Він також написав низку книг про театр і кіно, а також біографії, зокрема «Teateret frå Aiskylos til Ibsen» (1948), «Filmskuespillet — sakprosa» (1951), «Teateret i det 20. hundreåret — sakprosa».
Дальгард був головою Норвезької асоціації літературних критиків з 1953 до 1955 року і президентом норвезької асоціації гуманістів з 1965 до 1977 року. З 1961 року Далгард отримав урядову стипендію. Він викладав історію театру в норвезькій Національній академії театру (Statens teaterhøgskole) і на факультеті театрального мистецтва Університету Осло.

## Роботи
- Europeisk drama frå antikken til realismen (1972) ISBN 9788252100204
- Politikk, kunstliv og kulturkamp i mellomkrigstida (1973) ISBN 82-10-00776-9
- Teatret frå Aiskylos til Ibsen (1974) ISBN 9788252103908
- Teatret i det 20.hundreåret (1976) ISBN 9788252106077
- Krig og etterkrigsproblem (1978) ISBN 82-10-01473-0